# 吉兴岗镇
吉兴岗镇，是中华人民共和国黑龙江省绥化市安达市下辖的一个乡镇级行政单位。

## 行政区划
吉兴岗镇下辖以下地区：
吉星村、金星村、东星村、明星村、隆星村、中星村、和星村、久星村、宝星村和巨星村。